# Streethouse
Streethouse es una localidad situada en el municipio de la Ciudad de Wakefield, en Yorkshire del Oeste, Inglaterra (Reino Unido). Según el censo de 2021, tiene una población de 1700 habitantes.